# Лукин, Лазарь Прокопьевич
Лазарь Прокопьевич Лукин (17(29).10.1884 — ноябрь 1918 г.) — большевик, заводской кузнец в городе Реж, герой гражданской войны на Урале. Участник Октябрьской социалистической революции, член Петроградского Совета рабочих и солдатских депутатов. 8 марта 1918 года назначен командиром боевого отряда Режевских добровольцев, отправившихся на дутовский фронт. Позже — один из организаторов подпольного сопротивления войскам Колчака, затем — командир батальона.
Погиб в ноябре 1918 года в сражении за Молебский завод против частей Екатеринбургской группы Чехословацких войск Радолы Гайда. Именем Лазаря Лукина названа улица в городе Реж.